# Oulad Khallouf
Oulad Khallouf (franska: Oulad Khallouf (CR), Oulad Khallouf (Commune Rurale), arabiska: أولاد عراض) är en kommun i Marocko.   Den ligger i provinsen El Kelaâ des Sraghna och regionen Marrakech-Safi, i den nordöstra delen av landet, 250 km söder om huvudstaden Rabat. Antalet invånare är 8 064.